# Jean-Pierre Mourier
Jean-Pierre Mourier (Fourneaux, 20 giugno 1941 – Saint-Marcellin, 2 marzo 1987) è stato un calciatore francese, di ruolo difensore.

## Carriera

### Calciatore
Milita dal 1960 al 1965 nel Grenoble, con cui vince la Division 2 1959-1960. La stagione in Division 1 si concluse con la retrocessione nella serie inferiore.
Il ritorno in massima serie è però immediato, grazie al primo posto nella Division 2 1961-1962.
Con il Grenoble raggiunse nell'estate 1962 la finale della Coppa delle Alpi 1962, persa contro gli italiani del Genoa che si imposero per 1-0.
Il ritorno in massima serie dura però solo una stagione, e Fossoud militerà nel Grenoble ancora due stagioni nella serie cadetta.
Nel 1965 torna a giocare nella massima serie, ingaggiato dal Nantes. Con i canarini vince da comprimario la Division 1 1965-1966 e la Challenge des champions 1965.
Nel 1966 passa al Tolone, con cui giocherà per altre due stagioni nella serie cadetta francese.

## Statistiche

### Presenze e reti nei club
| Stagione        | Squadra         | Campionato      | Campionato | Campionato | Coppe nazionali | Coppe nazionali | Coppe nazionali | Coppe continentali | Coppe continentali | Coppe continentali | Altre coppe | Altre coppe | Altre coppe | Totale | Totale |
| Stagione        | Squadra         | Comp            | Pres       | Reti       | Comp            | Pres            | Reti            | Comp               | Pres               | Reti               | Comp        | Pres        | Reti        | Pres   | Reti   |
| --------------- | --------------- | --------------- | ---------- | ---------- | --------------- | --------------- | --------------- | ------------------ | ------------------ | ------------------ | ----------- | ----------- | ----------- | ------ | ------ |
| 1961-1962       | Grenoble        | D2              | 7          | 0          |                 | -               | -               | -                  | -                  | -                  | -           | -           | -           | 7      | 0      |
| 1962-1963       | Grenoble        | D1              | 29         | 0          |                 | -               | -               | -                  | -                  | -                  | -           | -           | -           | 35     | 0      |
| Totale Grenoble | Totale Grenoble | Totale Grenoble | 36+        | 0+         |                 | -               | -               |                    | -                  | -                  |             | -           | -           | 36+    | 0+     |
| 1965-1966       | Nantes          | D1              | 3          | 0          | CdC             | 1               | 0               | -                  | -                  | -                  | -           | -           | -           | 4      | 0      |
| Totale carriera | Totale carriera | Totale carriera | 39+        | 0+         |                 | 1+              | 0+              |                    | -                  | -                  |             | -           | -           | 40+    | 0+     |

## Palmarès

### Competizioni nazionali
- Ligue 2: 2

Grenoble: 1959-1960, 1961-1962
- Campionato francese: 1

Nantes: 1965-1966
- Supercoppa francese: 1

Nantes: 1965